# Fadhila El Farouk
Fadhila El Farouk   (Arris, 20 de novembre de 1967) és el nom artístic de l'escriptora algeriana Fadhila Melkemi.

## Biografia
Fadhila Melkemi va créixer a Constantina (Algèria), i la seua llengua materna és el tamazight, tot i que escriu en àrab. Rebé el grau de batxillerat al 1987 i entrà al departament de matemàtiques de la Facultat de Medicina de la Universitat de Batna durant dos anys. Després torna a la Universitat de Constantina, i entra a l'Institut de Literatura, on trobà la seua veritable vocació. Fa el seu propi espectacle en l'Estació Nacional de Constantina, titulat «Ports de creativitat». En la premsa escrita, comença com a ajudant en el diari An-nasr. Durant el seu segon any a la universitat es converteix en periodista de l'Hayat de Constantina, i s'hi gradua al 1993.
Al 1994 acaba els estudis a la Universitat de Constantina. Es desplaça a Beirut a l'octubre de 1995, just després de la guerra civil. Allí coneixerà el poeta i dramaturg Paul Shaoul, que l'anima a ser escriptora. Al final de 1996 treballa per al diari Al Kifah Al Arabi, durant un any. Al 1997 autopublica «Un moment d'amor robat», i en aquest mateix any, l'editorial Farabi li publica «L'humor d'un adolescent» a Beirut. Va haver d'esperar dos anys perquè la seua novel·la «Vergonya» (تاء الخجل), fos publicada per l'editorial Riad Risn gràcies al suport de l'escriptor Emad Al-Abdallah. Aquesta novel·la versa sobre la violació i les lleis relacionades amb la societat àrab, i revela el sofriment de les dones violades a Algèria durant la dècada negra (principis dels anys 90); reclama la coexistència de religions i la igualtat entre homes i dones, i condemna les guerres de tota mena. Al 2005, publica la novel·la «El descobriment de la luxúria», i al 2010 «Les regions de la por», totes dues en l'editorial Riyad Al Rayes de Beirut.